# Cymbasoma tropicum
Cymbasoma tropicum is een eenoogkreeftjessoort uit de familie van de Monstrillidae. De wetenschappelijke naam van de soort is voor het eerst geldig gepubliceerd in 1905 door Wolfenden.